# Moneta uncinata
Moneta uncinata là một loài nhện trong họ Theridiidae.
Loài này thuộc chi Moneta. Moneta uncinata được Chuandian Zhu miêu tả năm 1998.